# レッドキング
レッドキングは、特撮テレビドラマ『ウルトラマン』をはじめとする「ウルトラシリーズ」に登場する怪獣。別名はどくろ怪獣。

## 概要
「ウルトラシリーズ」では初の、「具体的に強い」と設定された怪獣である。好戦的かつ凶暴でありながらも、コミカルな描写が多い。ウルトラ怪獣の中でも高い人気を誇り、登場頻度も多い。
デザインは成田亨、造形は高山良策による。顔は竜や蛇をイメージしている。
典型的な二足歩行型の怪獣を創造する試みとして、遠近感効果による巨大感を狙った全身の体表が蛇腹のような凹凸に覆われたデザインが特徴的で、高さを強調するために足元から頭頂部へかけての体形は円錐のように細くなっており、胴部から首にかけては階段状の起伏が徐々に小さくなっている。初登場は『ウルトラマン』第8話であり、その着ぐるみの頭部を取り替えて体色を青く塗り直し、第19話に登場するアボラスとして再利用された後、再度頭部を作り直して第25話に再登場した。
レッドキングという名前だが、体色は赤くない。この名称は『ウルトラマン』の仮タイトルである『レッドマン』に由来するものとされ、脚本にも明記されていた。脚本を担当した金城は執筆当初、「赤いキングコングのような怪獣」の登場をイメージしていたが、成田は銀の体色でデザインし、高山もこの通りに造形した。現場ではスタッフによって青く塗装されたうえに金（黄土色）のスプレーで彩色され、銀を一部に噴きつけたが、成田も高山もその経緯は知らないという。後年、『ウルトラマンパワード』では赤い個体がオスとして登場した。
永岡書店の児童誌『ウルトラ絵本シリーズ・1 ウルトラマン』では、「かい力をつかった、レッドチョップ、30文キックがぶきだ」と紹介されている。
幻冬舎の書籍『21世紀ウルトラマン宣言』によれば、古来より強靭な肉体を誇っていたレッドキングの種族は超能力を身に付ける必要がなかった。後にそれが災いして他の怪獣に進化の面で遅れ、現代では30頭程度しか残らない絶滅危惧種に指定され、保護のために詳しい生態は非公開となった。また、それらの活動を行っている「WMF」（世界怪獣保護基金）という団体が存在することが記述されている。なお、同書籍や竹書房の『ウルトラマンベストブック』のコラムでは、「手足の蛇腹は最終話に登場したゼットンへ異種交配によって受け継がれた」と記述されている。

## 『ウルトラマン』に登場するレッドキング
第15話で名前を挙げられるまで、劇中で「レッドキング」の名は呼称されていない。

### 初代
特撮テレビドラマ『ウルトラマン』第8話「怪獣無法地帯」に登場。
地震と火山噴火の影響で有史以前の無人島となっていた多々良島に生息する怪獣として、チャンドラーやピグモンやマグラーらと共に登場する。
チャンドラーの右翼を片手で引き千切って退散させたり、その咆哮を耳にしたマグラーが地中に姿を消すなどの様子から、島に生息する怪獣のうち上位の存在であることが描写されている。自慢の腕力を使った岩石投げや頭突き、体当たりなどを得意とする。知能はそれほど高くなく、岩石投げを狙って行える程度の知能こそあるものの、頭上に掲げた大岩を自分の足に落として大袈裟なポーズで痛がるなど、コミカルな一面を見せる。また、自分より小柄なピグモンを岩石投げで殺害するなど、本質的には非常に狂暴な性質である。
ウルトラマンとの戦いでは、岩石投げの際にスペシウム光線を受けて岩石をまたもや足に落とし、首筋を掴まれてのチョップを一閃された後にネックハンギングを決められる。そのままウルトラスウィングで振り回され、地面に叩きつけられて弱ったところに首投げを受け、全身を震わせながら息絶える。
第15話では子供たちのイラストで登場している。
- スーツアクター：荒垣輝雄（第8話）[33][17]
- 着ぐるみはアボラスに流用・改造された[出典 7]後、後述のレッドキング（二代目）に再改造された。
- カバーに覆われていないので見えにくくなっているが、目には白い輪郭も造形されている[17]。
- アクションを付けやすくするため、脇の付け根の下部分には切り込みが入れられている[17]。
- 首から頭へかけてのテカりについては、高山良策の妻が「昔は光沢のある塗料が無かったため、タチウオの粉を油性で溶いた高価なものを塗っており、『これは何の光りですか？』と聞かれたりした」との旨を証言している[38]。
- 劇中の多々良島に登場する怪獣（操演のスフランを除く）で、唯一着ぐるみが新規に作成された怪獣である。
- 本話に先駆けて1966年7月9日に杉並公会堂にて開催されたイベント『ウルトラマン前夜祭 ウルトラマン誕生』（放映は翌10日）にも、『ウルトラQ』の登場怪獣に続いて『ウルトラマン』の登場怪獣では最初に舞台へ現れ、ウルトラマンと立ち回りを披露する。

### 二代目
『ウルトラマン』第25話「怪彗星ツイフォン」に登場。
初代とは別の金色の体を持つ個体で、新彗星ツイフォンの最接近によって地球上の水爆が爆発する可能性が生じた騒動の中、かつてオホーツク海の海底へ廃棄されていた6個の水爆を飲み込んで喉に詰まったまま、ギガスやドラコと日本アルプスの山中で激突する。初代と異なり、強靱な腕力を使った羽交い締めや怪力パンチなど、主にプロレス技を駆使して戦う。
当初はギガスとドラコの戦闘を第三者的立場で傍観しつつ、ギガスに戦闘の手本を見せる、ドラコの羽根を千切り取って戦いやすくするなど、ギガスに加勢するような動作を見せており、やがてドラコがギガスに対して優勢になると覚醒して戦闘に乱入する。水爆の存在に手をこまねく科特隊をよそにドラコを倒し、正面衝突したギガスを怒り任せに負傷させたうえ、ハヤタを腕を振り上げた際の風圧で崖から転落させた。ウルトラマンとの戦いでは、水爆の影響で迂闊に手出しできないウルトラマンを苦しめるが、最後はウルトラ念力とウルトラエアキャッチを併用した八つ裂き光輪で体を切断され、絶命する。切り離された水爆の詰まった首部はウルトラマンによって宇宙に運ばれ、爆破処理された。
第35話の怪獣供養では写真が遺影として飾られている。
- スーツアクター：鈴木邦夫（第25話）[40][45]
- 金城哲夫の『小説 ウルトラマン』では、レッドキングが腹に抱えていた水爆は6個でなく5個であり、そのうちの1個は宇宙線の影響で爆発している。また、各怪獣の描写も違っており、レッドキングはドラコとギガスの両方に敵意を燃やし、ドラコを難なく倒してギガスも30秒で殺害した後、ピグモンを殺害する。
- 着ぐるみはアボラスからの再改造で、頭部は初代の型を基に新造されたもの[出典 12]。全体を金色に塗り直し、黒目を白目の中心に入れている[18][20]。腕などの体表には、一部改造前の青色が残っている。着ぐるみのほか、切断シーン用の人形と切断された頭部の造形物が製作された。
- 脚本段階ではレッドキングではなく、氷河怪獣としてゴルゴスの登場が予定されていた[47][46]。
- 第37話ではジェロニモンによって復活したという設定のもと、ゴモラと共に再登場が予定されていた[48]が、再改造でスーツが痛んでおり撮影に耐えられないとスタッフに判断されたため、ドラコに変更された。『小説 ウルトラマン』ではこの初期案に沿った展開となっており、ジェロニモンによる復活を経てゴモラと共に登場する。
- 書籍『ウルトラの常識 ウルトラQ・ウルトラマン編』では、知能・筋力共に優れた上位種とされ、実際に劇中では岩を投げつける程度しかなかった初代と比べると、知性的な部分が垣間見られる[49]。
- 『ウルトラファイト』第64話では、ナレーションで「アルプスの怪獣王」と紹介された。第196話「怪獣死体置場」では、円谷プロの着ぐるみ倉庫に吊り下げられていることが確認できる。

## 『ザ☆ウルトラマン』に登場するレッドキング
テレビアニメ『ザ☆ウルトラマン』第27話「怪獣島浮上!!」に登場。
怪獣墓場で永眠していたが、バラドン星人にアーストロン、ゴキネズラ、バニラ、ゴーストロン、アボラスと共に蘇生させられたうえで怪獣島に収容され、地球へ送り込まれる。武器は口から吐く赤い怪光線と極限まで発達した両腕。怪獣島に侵入した科学警備隊への奥の手として出現し、その攻撃のついでにゴーストロンを怪光線で倒す。ウルトラマンジョーニアスとの戦いでは格闘戦で苦戦させるが、最後はブーメランギロチンで真っ二つにされる。
- これ以前にも、企画当初は第1話でレッドキングを4体登場させる予定があったが、結局は新怪獣のシーグラにその出番を譲っている[56]。

## 『ウルトラマン80』に登場するレッドキング
特撮テレビドラマ『ウルトラマン80』第46話「恐れていたレッドキングの復活宣言」に登場。書籍などでは三代目と表記される。
壺の精マアジンが、子供たちの「レッドキング（のおもちゃ）が欲しい」という要望を誤解して捉えて本物を呼び出したことにより、出現する。
凶暴かつ短気で好戦的な性格にして怪力を誇るうえ、高速飛行中の戦闘機を素手で叩き落とす、80のキックをかわすなど、腕力や反射神経が高い反面、80に足を踏まれると声を上げて痛がるなど、コミカルな一面も見せる。噛み付き技や尻尾攻撃といった戦法こそ過去作品の登場個体から大きく変わっているが、性格は前述のように同様であり、80を追いつめたつもりで何度も投げ飛ばされた結果、形勢は逆転する。最後は、ムーンサルトキックを受けて怯んだところにサクシウム光線を受け、大爆発する。
- スーツアクター：佐藤友弘
- レッドキング以外には、欲しい玩具の候補としてエレキングやウーを挙げる少年たちも居り、それらの回想場面も流れた。
- テレビ番組『ウルトラ怪獣大百科』では、本物ではなく魔法で生み出された限りなく本物に近いイミテーションであると解説されている[61]。
- スーツは新規造形[62]。造形はモンスターズが担当[63][62]。二代目の頭部に初代の牙を加えたような形状となっており、体色が青みがかっているのも特徴である[63]。

## 『ウルトラマンパワード』に登場するレッドキング
玩具などではパワードレッドキングと称される。雌雄共に足の指が4本あり、かかとに突起物がついている。日本版とほとんど同じだが、顔つきがよりドクロらしく、凶悪になっている。尻尾の一撃はチャンドラーをも倒すその強力さからテイルハンマーと呼称される。
- 登場予定であったマグラーがカットされたため、雌雄での登場となった[64]。企画段階では「レッドキング・サイズモ」という名称候補があった[65]。
- 円谷英明（円谷英二の孫で円谷プロ第6代社長）は、「アメリカ人受けするようにリメイクされ、唖然とするような造形になっていた」「マッチョな姿になり、オリジナルにあった精悍さが失われた」と評している[66]。

### パワード・レッドキング（雌）
特撮テレビドラマ『ウルトラマンパワード』第3話「怪獣魔境に飛べ！」（米国版サブタイトル：A QUARTET OF CREATURE）に登場。
ギアナ高地の現地語でレイロホと呼ばれて恐れられる黄色い体の怪獣。力が強く、尻尾を相手に叩き付ける戦法が得意で、チャンドラーの縄張りに入り込んで争い、一度は敗退するが二度目の復讐戦でチャンドラーを崖に激突させて倒す。その後、パワードと交戦になるが苦戦し、雄に助けを求める。夫が到着すると協力してパワードと戦うが、その途中にストライクビートル機から目つぶしを受ける。それでもなおパワードを崖から突き落とそうと突進したのが祟り、断崖から足を踏み外して転落死する。
- デザインは前田真宏[70]。胴体の節目を鱗と解釈している[70]。雄が赤いのは繁殖期に変色するというイメージ[70]。後年、前田は赤くしたことについて若気の至りであったと述べている[70]。デザイン画では、かかとの後ろに突起物のようなものが生えているのが確認できる[70]。
- 製作されたスーツは、首の部分が開くようになっている[71]。

### パワード・レッドキング（雄）
『ウルトラマンパワード』第3話「怪獣魔境に飛べ！」、第12話「パワード暗殺計画」（米国版サブタイトル：FALLING STARS SPELL TROUBLE）に登場。
ギアナ高地の現地語でレイロホと呼ばれて恐れられる赤い体の怪獣。「レッドキング」の名前通り「赤」の体色を持つ、シリーズ初の個体である。雌よりも体が一回り大きいうえに怪力も上回っており、岩石を投げる（3DO版のみ）ほか、強烈なパンチや1万トンもの岩を300メートル先へ投げるリフティングクラッシュで攻撃する。左手が大型になっている。パワードに苦戦する雌を救いに現れるなど夫婦仲は良く、到着時には妻を優しく気遣い、逆に痛めつけたパワードには憤怒の形相を見せる。巨体と怪力、妻との挟撃でパワードを苦戦させるが、自分を援護しようとした妻は崖から転落する。後を追おうとしてパワードに止められ、戦意を喪失したことによる哀しい絶叫がギアナに響く。
第12話では地球に飛来したパワード・ドラコの入ったカプセルが落下した影響で山腹から出現してドラコと戦うが、その直後にドラコの鎌で斬首されて絶命する。第3話に登場したレッドキングとは鳴き声が違う。第3話と第12話の個体が同一かについては明確にされておらず、書籍などでも扱いが異なる。

## 『ウルトラマンマックス』に登場するレッドキング
特撮テレビドラマ『ウルトラマンマックス』第5話「出現、怪獣島！」、第6話「爆撃、5秒前！」、第36話「イジゲンセカイ」に登場。
「災いの神」と古代人類から恐れられ、サブジェクト・ファントムに封印されていた。過去作品の登場個体とは異なり、体内に浮遊島の起爆性の高い岩石を飲み込んでおり、それを吐き飛ばして攻撃する。分厚く柔軟性のある装甲で覆われた全身は敵の攻撃を跳ね返す。非常に凶暴で、第5話でサラマドン、第6話でパラグラーを倒すが、体内の爆弾岩石が尽きたために咥えた岩石をマックスのマクシウムソードで爆破されて体内に引火し、気絶する。最後はマックスによって宇宙空間へ運ばれ、マクシウムカノンで粉砕される。
過去作品の登場個体とは異なり手先が器用で、親指と人差し指でピグモンを持ち上げるといった細かい動作を行い、尻尾攻撃など独自の戦い方で暴れるが、自分で空けた地面の穴に足を引っかけて転倒して暴れるなど、初代に通ずるコミカルな描写が目立つ。
第36話では別個体が登場。シャマー星人の陰謀でピグモンと共にディメンション・フォース開発実験の影響で生体エネルギーが実体化して作中世界に現れた結果、シャマー星人には「知能が低いから簡単に操れた」と評され、コバ隊員にも「相変わらず頭の悪そうな顔」と評される。以前の個体と同じく体内に起爆性の高い岩石を蓄えているが、マックスに閉鎖空間へ閉じ込められ、ギャラクシーカノンを撃たれて死亡する。
- スーツアクター：末永博志[82]（第5・6話）、外島孝一（第36話）
- スーツは動きづらく体力を要するため、スーツアクターはスーツを着て坂道を往復するなどのオーディションによって選ばれた[82]。
- 口から岩を吐くという設定は、特技監督の鈴木健二が「違和感を出したい」として考案した[83]。

## 『ウルトラマンメビウス』に登場するレッドキング
特撮テレビドラマ『ウルトラマンメビウス』第42話「旧友の来訪」に登場。
ドキュメントSSSPに2件、ドキュメントUGMに1件記録が確認されており、多々良島に現れた黒ずくめの男（ヤプール） が操るガディバが同化して現れる。総合的な能力をガディバがパワーアップさせており、巨大な岩を投げ飛ばす怪力に加え、飛行中のガンブースターに届く跳躍まで見せるようになっている。しかし、投げようとした岩が見つからず必死で周囲を探す、投げ飛ばそうとした岩をGUYSの攻撃で足に落とされて悶絶する、その痛む足で岩を蹴飛ばそうとするなど、初代同様の粗雑な行動が目立つ。最後は、岩場に突っ込んで倒れそうになっているところにメビウスのメビュームシュートを浴びて倒れるが、ジョンスン島で姿を消したゴモラと同化したガディバがその肉体を変化させたコピーが出現する。
- スーツアクター：末永博志
- 着ぐるみは『ウルトラマンマックス』で使われたものの流用[87]。
- 第21話でも怪獣墓場に眠っている姿が確認された[88]（着ぐるみはこちらも『ウルトラマンマックス』で使われたもの）。
- 『新ウルトラマン列伝』第38話では、後述の『大怪獣ラッシュ』版のレッドキングを紹介する際に本個体も紹介されており、上記の粗雑な行動を解説役の闇のエージェント3人（バルキー星人（SD）、イカルス星人（SD）、ナックル星人グレイ（SD））に呆れられる。

## 『ウルトラマン Fighting Evolution Rebirth』に登場するレッドキング
名称は改造レッドキング。メフィラス星人の部下となったバルタン星人に改造・強化を施されたレッドキングで、肥大化した両腕と皮膚の隙間が赤く発光しているのが特徴。溶岩エネルギーがその体内には蓄えられており、高熱を帯びた腕に掴まれた岩石は一瞬で溶岩と化す。怪力もパワーアップしており、最大限に送り込まれた溶岩で肥大化した腕の一撃はウルトラマンを空の彼方に吹き飛ばすほど強力である。
後に『大怪獣バトル ULTRA MONSTERS』にも登場し、「EXレッドキング」と呼称されている。

## 大怪獣バトルに登場するレッドキング
ゲーム版の第1弾から『EX』第8弾にかけてのストーリーモードでは敵として登場するが、『NEO』第1弾以降からはゴモラに次ぐ主役格の怪獣となる。『ウルトラアドベンチャー』の『NEO』編でも主人公のパートナーとなっており、テレビCMでも大々的に登場している。

### 『ウルトラギャラクシー大怪獣バトル』に登場するレッドキング
特撮テレビドラマ『ウルトラギャラクシー大怪獣バトル』第1話「怪獣無法惑星」、第7話「怪獣を呼ぶ石」、第11話「ウルトラマン」に登場。
第1話では、テレスドンとサドラの戦いに乱入して2匹を叩きのめし（テレスドンは途中で逃走）、ZAPクルーに襲いかかる。スペースペンドラゴンの攻撃もものともせずに進撃するが、レイが呼び出したゴモラと戦い、最後は超振動波で爆散する。
第7話では、ブルトンに呼び出された別個体が現れ、ゴモラと戦う。最初はネロンガとテレスドンの戦いを傍観するが、2匹が倒されるとすぐさまゴモラに襲いかかる。ゴモラを追い詰めるが、ファイヤーリトラのファイヤーストライクを飲み込んで苦しんでいるところに超振動波を撃ち込まれ、全身の内外からダメージを受けて倒される。
第11話では、カレンの回想シーンの廃墟で別個体がアーストロンと戦う。
- スーツアクター：寺井大介（第1話、第7話）、末永博志（第11話）

### 『ウルトラギャラクシー大怪獣バトル NEVER ENDING ODYSSEY』に登場するレッドキング
特撮テレビドラマ『ウルトラギャラクシー大怪獣バトル NEVER ENDING ODYSSEY』第10話「新たな戦いの地平で」、第12話「グランデの挑戦」、第13話「惑星崩壊」に登場。
今回はキール星人グランデが操る怪獣として登場。敗れたタイラントに代わるグランデのパートナーとなっている。前作ではやられ役だったが、今作では最強クラスのレイオニクスであるグランデの怪獣だけあり、複数のキングジョーブラックを格闘戦で倒すほどの強さを持っている。本来、その強さはキングジョーブラックに大幅に劣るらしく、レイオニクスハンター部隊は驚愕する。
第12話では、レイのゴモラと対決。強力な格闘技でゴモラを苦しめ、さらにブレイブバーストを起こしてパワーアップする。
第13話では、レイの最終決戦に駆けつけて救援に参戦し、ゴモラと共にレイブラッド星人が憑依したアーマードダークネスとの対決中、後述のEXレッドキングに変化する。
- スーツアクター：末永博志
- 第1話でも、オキの所持しているソフビ人形としてレッドキングの人形が確認できる。

#### どくろ怪獣 レッドキング（ブレイブバースト）
第12話「グランデの挑戦」に登場。
ゴモラとの一騎討ちの際に炎のようなオーラを一瞬だけ全身に纏い、爆発させるようにパワーアップしたレッドキング。見た目こそ通常のレッドキングと変わらないものの、戦闘力はさらに向上している。武器は通常時同様に強力な格闘であるが、さらに炎のようなものを腕に纏って相手を殴りつける新必殺技を持っており、これらの武器でゴモラを追い詰める。しかし、レイがレイモンとなってゴモラがブレイブバーストを起こしたことから、形勢は逆転する。一方的に叩きのめされてキックの一撃でダウンし、超振動波で止めを刺されそうになったところでレイモンがゴモラを制止したため、一命を取り留める。

### 『大怪獣バトル ウルトラ銀河伝説 THE MOVIE』に登場するレッドキング
映画『大怪獣バトル ウルトラ銀河伝説 THE MOVIE』に登場。
ウルトラマンベリアルのギガバトルナイザーの力で怪獣墓場から復活。ベリアルが操る怪獣軍団の1体として、他の怪獣軍団と共にウルトラ戦士やレイモンたちに襲いかかる。実戦ではゴモラと戦い、後からやって来たウルトラマンゼロとも戦うが、ゼロのキックによるラッシュ攻撃を受けて爆発する。
上記以外にも、「ベリアルの乱」の回想シーンで光の国を襲撃する怪獣軍団として登場するほか、百体怪獣ベリュドラの左角を構成する怪獣の1体となっている。

### 『大怪獣バトル ULTRA MONSTERS』に登場するレッドキング
『大怪獣バトル ULTRA MONSTERS』第2話「怪獣対珍獣」、『EX』第13話「暴走四次元エリア」に登場。
ゴモラを倒した主人公の前に出現。原作同様ピグモンを襲っており、ビルに叩きつけるも、主人公がバトルナイザーでそれを回収してとどめを刺すのを邪魔したため、怒って主人公に襲いかかるが、バトルナイザーの怪獣によって撃退される。第13話ではレイキュバスと共にブルトンに召喚されて登場。レイキュバスと共にブルトンの応援怪獣として主人公たちに襲いかかるが、バトルナイザーの怪獣とカネゴンの手によって倒される。
ステータスはアタックとパワーが非常に高いものの、ディフェンスとスピードが低いために素早い相手に弱い。必殺技は、原作同様に岩を投げつける「岩石投げ」、相手を殴りつける「怪力パンチ」を持つほか、『マックス』で使用した爆発する岩を吐いて攻撃する「爆発岩石弾」を持つ。さらに『NEO』第1弾では地面を殴った際の衝撃で敵を攻撃する「アースクラッシャー」、『NEO』第5弾では豪快な炎の飛び蹴りを敵に叩き込む「ヴォルガニックインパクト」が追加されている。

### 『大怪獣バトルウルトラアドベンチャー』に登場するレッドキング
漫画『大怪獣バトル ウルトラアドベンチャー』・『大怪獣バトル ウルトラアドベンチャーNEO』に登場。
『大怪獣バトル ウルトラアドベンチャー』では、最初は単なる敵怪獣の個体が登場。ゴモラと対決し、尻尾攻撃連打で倒される。
後にカネゴンの使役怪獣として別の個体も登場するが、上手く扱えない。カネゴンの使役するレッドキングは、『大怪獣バトル ウルトラアドベンチャーNEO』にも登場。「別次元のウルトラマンティガ」が存在する世界に住む主人公アサマ・アイの使役怪獣となる。マグマ星人とババルウ星人との戦闘中にティガも攻撃に巻き込んだため、それに怒ったアイに「ティガに土下座して謝れ」と要求させられたり、言うことを聞くように約束させられて素直に頷くなど、コミカルな一面を見せる。
レッドキング（レイオニックバースト）
アイの成長に呼応して発動可能になった新たな形態。赤く変化した身体は冷凍怪獣・星人が触れるだけで溶解するほどの超高温に包まれている。

## 『ウルトラゾーン』に登場するレッドキング
『ウルトラゾーン』の各コーナーに登場。
第1話のミニコーナー「怪獣English」に登場し、市原隼人に似ていると言われたことがあると説明される（英語では、「And I was told that I look like Hayato Ichihara.」）。
第8話のアイキャッチでは子供と相撲をとる姿が描かれている。第21話のアイキャッチではゼットンに負けた悔しさのあまり不良仲間と川に石を投げるが、持っていた岩が足に落下しそうになる姿が描かれている。

### 不良怪獣ゼットン
第11話・第12話のコントパート「不良怪獣ゼットン」に登場。
初登場は第11話から。赤王高校の最強の不良レッドキングさんとして登場。ゼットンとの1対1での対決では不意打ちや人質を使って攻撃できないゼットンを痛めつけるが、ゼットンの火球によって倒される。

### スフラン島の秘蜜
第10話・第11話のドラマパート「スフラン島の秘蜜 （前編&後編）」に登場。
スフラン島に生息する怪獣。バンピーラとバードンの戦いに割って入るように三つ巴の戦いを始める。

## 『ウルトラゼロファイト』に登場するレッドキング
『ウルトラマン列伝』内のアクションドラマ『ウルトラゼロファイト』第1部「新たなる力」に登場。
バット星人グラシエがウルトラマンゼロを倒すために怪獣墓場から蘇らせた選りすぐりの強豪怪獣たちである地獄の四獣士の1体で、豪腕のレッドキングや怪力大将軍THE・レッドキングなどとも呼ばれる。
四獣士の一番手としてゼロと戦い、戦闘を始めてすぐにEXレッドキングへ強化変身する。
倒された後は、他の四獣士共々グラシエに魂を取り込まれるが、最終的にルナミラクルゼロによってグラシエの体内から抜け出し、昇天する。

## 『大怪獣ラッシュ ウルトラフロンティア』に登場するレッドキング
データカードダスおよびそれを元にしたCGショートムービー『大怪獣ラッシュ ウルトラフロンティア』に登場。
プラズマソウルを取り込んだプラズマ怪獣として1弾から登場する。テレビ放送版「REDKING Hunting」では、プラズマソウルは体表に5つ露出しているが、実は口の中にも1つある。ラッシュハンターズの攻撃で怒った隙を突かれてバルタンバトラー・バレルに岩場へ誘い込まれ、体表のプラズマソウルを自らが壊した岩で全壊されて倒されたかに見えたが、まだ口の中にプラズマソウルを残していたため、再び立ち上がる。しかし、それもガッツガンナー・ガルムに破壊され、完全に倒される。
マグマレッドキング
レッドキングの強化形態で、巨大化した腕や必殺技フレイムロードなど、能力は後述するEXレッドキングに準ずる。1弾の期間限定ミッションより登場。

## 『ウルトラマンギンガ』に登場するレッドキング（SD）
『ウルトラマンギンガ』第8話「奪われたギンガスパーク」に登場。
スパークドールズ自体は『ウルトラマンギンガ 劇場スペシャル』に登場していたもので、当時はイカルス星人（SD）と合体し、タイラント（SDU）の一部となっていた。その後、第8話で拾い主であった美鈴がギンガライトスパークを使用してウルトライブすると、ギンガスパークを盗まれてウルトラマンギンガに変身できなくなっていたヒカルを救うべく、ザラガス（SD）に戦いを挑む。
尻尾による打撃でダメージを与えたものの、それがザラガス（SD）を体質強化させることになってしまい、劣勢となる。ギンガが登場してからは援護に回るが、さらなる体質強化を遂げたザラガス（SD）の突起で倒され、スパークドールズに戻る。美鈴もダメージを負うことなく、元に戻る。
- 演（石動美鈴）：宮武美桜
- スーツアクター：力丸佳大
- 『スパークドールズ劇場』では第8回で初登場。「おいどん」という一人称や、「 - ごわす」といった鹿児島弁で話す。美鈴とライブしたことについて、ブラックキング（SD）とサンダーダランビア（SD）に嫉妬され、「もてる男は辛い」「（美鈴が）かわいかった」と発言する。なお、人形という形ではあるが、ブラックキングとの共演は今作が初である。ネット版の第4回からはレギュラーに昇格し、EXレッドキングに変化することが多くなった。

### 『ウルトラマンギンガ 劇場スペシャル ウルトラ怪獣☆ヒーロー大乱戦!』に登場するレッドキング（SDI）
映画『ウルトラマンギンガ 劇場スペシャル ウルトラ怪獣☆ヒーロー大乱戦!』に登場。
「ウルトライブシミュレーション」内において、かつての戦いのよしみで美鈴がウルトライブする。レッドキングに関する疑問を提示してEXレッドキング（SDI）を召喚した後は千草のライブするザムシャー（SDI）に岩石投げで挑戦するも、岩をあっけなく斬られてしまったうえ、すかさず健太がライブしたミクラス（SDI）の突進攻撃を受け、退場する。

## 『ウルトラマンX』に登場するレッドキング
特撮テレビドラマ『ウルトラマンX』第18話「ワタルの恋」に登場。
ムーの飛来によって、地球へ引き寄せられたダークサンダーエナジーが地中に埋まっていたスパークドールズに落ちたことによって実体化し、市街地で破壊の限りを尽くす。すかさず現れたエックスにも襲いかかろうとするが、かつて助けられたことがきっかけでエックスにじゃれついて来たムーを前に困惑する。その後、ムーに果敢に戦いを挑まれるものの軽くあしらい、持ち前の怪力でエックスと格闘戦を繰り広げる。そんな中、再び挑みかかってきたムーに組み付かれ、そこにダークサンダーエナジーが落ち、EXレッドキングに強化変身した。
- スーツアクター：新井宏幸
- 第18話の監督を担当した辻本貴則は、他の担当回では既存の怪獣に新たな能力を加えるなどしていたが、レッドキングに光線などを使わせてはいけないという思いや、ムーの操演に手間がかかることなどからアレンジを加えていない[107]。

### サイバーレッドキング
Xioが開発したサイバー怪獣の1体。体色は黒で、両腕に「R」の文字があしらわれている。劇場版にてサイバーカードが使用され、ランドマスケッティからレッドキング徹甲弾をザイゴーグへ放ったが、ダメージは与えられなかった。

## 『ウルトラマンR/B』に登場するレッドキング
特撮テレビドラマ『ウルトラマンR/B』第4話「光のウイニングボール」に登場。
愛染マコトによって怪獣クリスタルから召喚されて出現し、ウルトラマンロッソやウルトラマンブルと交戦する。本作品では戦闘における野生の対応力が長けていると設定されており、ロッソの放ったスプラッシュ・ボムを一度受けて怯むが、その後は受け止めて投げ返す対応を見せ、ロッソの右肩を負傷させたうえにロッソとブルをカラータイマー点滅まで追い詰める。一旦退却した後、カツミの草野球の試合中に愛染によって再び出現し、ロッソとブルのルーブスラッガーによる攻撃をものともせず2人を追い詰める強さを見せるが、最後はロッソのゼロツインスライサーで倒される。
- スーツアクター：新井宏幸
- 第4話・第5話の監督を務めた田口清隆は、第5話が合成を駆使したものになることから第4話では撮りきりの格闘戦を重視した[111]。田口は、レッドキングのスーツの自由度が高かったため、自身が愛好するプロレスラーの動きを随所に取り入れたと述べており、田口自身は怪獣の擬人化は好んでいないが、レッドキングの元々のキャラクター性と愛染が召喚したという設定から成立するニュアンスであったとしている[111][112]。

## 『ウルトラギャラクシーファイト ニュージェネレーションヒーローズ』に登場するレッドキング
YouTube独占配信のオリジナル作品『ウルトラギャラクシーファイト ニュージェネレーションヒーローズ』に初代と二代目が登場。
Episode11では、ウルトラマンリブットに潜伏場所を突き止められて追いつめられたウルトラマントレギアが消え去る際、リブットへの足止め役として2体同時に召喚した。トレギアの残した赤い光の円陣から出現し、リブットの前に立ちふさがる。
Episode12では、肉弾戦でリブットをカラータイマーの点滅まで追い込むが、体勢を立て直した彼の放ったリモートカッターによる連続斬撃を浴びせられ、2体同時に爆発する。
- 監督の坂本浩一の意向により、初代に沿った形状の個体と二代目に沿った形状の個体が同時に登場することとなった[114]。なお、後者のスーツは新造である[114][115]。

## 『ウルトラマンZ』に登場するレッドキング
『ウルトラマンZ』第11話「守るべきもの」、第24話「滅亡への遊戯」に登場。初代に沿った形状のオス個体がレッドキングA、二代目に沿った形状のメス個体がレッドキングBとそれぞれ設定されている。
第11話では、深間市内の採石場にて砕石によって生じた穴からAが地上へ出現する。駆けつけたナカシマヨウコのキングジョー ストレイジカスタム（キングジョーSC）と市街地にて交戦し、まもなくBも出現してナツカワハルキとウルトラマンゼット ベータスマッシュとも乱戦を経てAがアルファエッジのライトニングジェネレードとM78流・竜巻閃光斬で撃破された後、BはAがBと採石場の地下の巣穴にある卵を守ろうとしていたことを悟ったハルキとゼットによってキングジョーSCの26口径750ミリペダニウム粒子砲からバリアでかばわれ、卵と共に巣に返される。この結果、ハルキはかつて父のナツカワマサルがギーストロンによる襲撃の際に他人を守ろうとして死亡したという過去から心の傷と罪悪感に苦悩することとなり、ヘビクラショウタ（ジャグラス ジャグラー）にはBによる恨みを買って再襲撃を受けるであろうことをほくそ笑まれることとなった。
第24話では、Bがウルトロイドゼロによる襲撃から卵を守ろうと立ち向かうが、敵わず防戦一方となった末に吸収された後、ウルトロイドゼロから変貌したデストルドスの一部と化し、右肩背面部分に頭部が生える。なお、卵はBに続いて吸収されそうになったところに間一髪で駆けつけたゼットによって救出され、離れた場所へ安置された。
- スーツアクター：新井宏幸[119]（A）、石川真之介[119]・梶川賢司[119]（B）
- Bのスーツは『ニュージェネレーションヒーローズ』で使用された二代目のスーツの流用[115]。
- 2021年3月20日に佐賀県立美術館にて開催された巡回展「ウルトラマン55周年 TSUBURAYA EXHIBITION」にはゼット アルファエッジがレッドキングに立ち向かうシーンを再現したフォトスポットも用意された[121]が、同展にも関わったデザイナーの丸山浩によれば、展示されたレッドキングは30年以上前に作られた動刻（動く彫刻）であり、多少の痛みはあったものの品田冬樹が修復したという[122]。

## 『ウルトラマン -シンガポールの新たな力-』に登場するレッドキング
シンガポールとウルトラマンのコラボレーションとして制作されたYouTube配信作品『ウルトラマン -シンガポールの新たな力-』（全3話）に登場。
エピソード1では、ガーデンズ・バイ・ザ・ベイに現れ、初代ウルトラマンと交戦する。
エピソード・ファイナルでは、セントーサ島に現れたネロンガやグビラと共にマリーナベイ・サンズにて、初代ウルトラマンやマーライガーと交戦する。

## 『ウルトラマンデッカー』に登場するレッドキング
『ウルトラマンデッカー』第9話「誰がための勇姿」に登場。
ナツミシティに出現して市街地を破壊していたところ、駆けつけたグレゴール人グレースと交戦する。GUTS-SELECTによるグレースへの援護もあって劣勢となり、地下に逃亡するが、その後はスフィアソルジャーに融合され、スフィアレッドキングと化す。
- スーツアクター：新井宏幸

## 『ウルトラマンブレーザー』に登場するレッドキング
『ウルトラマンブレーザー』第22話「ソンポヒーロー」に登場。
日本アルプス山中でギガスと激闘を繰り広げていたどくろ怪獣。かつて小笠原諸島の多々利島に出現していた初代と特徴が一致したため、「二代目」と識別されている。気性が荒く凶暴な性格で、軽々と持ち上げた大きな岩石を投げつけたり、パワーを活かしたりする戦い方を得意としている。
ギガスを叩きのめして力ずくで子分にした後、松本市庄米地区に出現してSKaRDのアースガロンと交戦していたギガスの救援に現れ、アースガロンを追い込んでいく。しかし、そこに駆けつけたウルトラマンブレーザーがファードランアーマーをまとった後には形勢を逆転され、最後はブレーザーとアースガロンの同時攻撃によってギガスとともに倒される。
- スーツアクター：新井宏幸

## EXレッドキング
レッドキングの強化形態。通常のレッドキングより腕が太く長くなっており、熱を帯びた黒と赤の皮膚と真っ赤に光る目が特徴。元は上記の『ウルトラマン Fighting Evolution Rebirth』で初登場した改造レッドキングであり、『ウルトラギャラクシー大怪獣バトル』のEXゴモラに続いてスーツが作られ、映像作品への登場となった。

### 『ウルトラギャラクシー大怪獣バトル NEVER ENDING ODYSSEY』に登場するEXレッドキング
第13話「惑星崩壊」に登場。
アーマードダークネスとの戦いの際、グランデのレッドキングがレイのゴモラと共に覚醒した姿。そのパワーはレッドキング以上で、太い腕による強烈な殴りつけ攻撃爆炎パンチと地面に炎を走らせる攻撃フレイムロードでアーマードダークネスを圧倒した。

### 『大怪獣バトル ULTRA MONSTERS』に登場するEXレッドキング
第14話「戦場の惑星」、第16話「決戦！四人の戦士」に登場。
メトロン星人のレイオニクスが使役する怪獣として登場。第14話では顔見せ程度の登場に過ぎず、すでに惑星ボリスにてザラブ星人のEXエレキングと戦いを繰り広げており、主人公とは戦わなかった。第16話ではメトロン星人が主人公に挑戦する形でメトロン星人と共に主人公の怪獣と戦うが、ここまで進んで成長してきた主人公の敵ではなく、そのまま敗れた。
ステータスはレッドキングからさらにアタックが上がったが、スピードはさらに下がっている。必殺技は炎をまとって相手を殴りつける「爆炎パンチ」に、『Fighting Evolution Rebirth』の必殺技を再現した「溶岩ぶん投げ」と「爆熱アッパーカット」がある。『NEO』第2弾では地面のくぼみに溶岩を走らせて攻撃する「フレイムロード」、『NEO』第4弾ではEXゴモラとのタッグ必殺技「爆熱振動メルトブレイク」が追加されている。
なお、「フレイムロード」は後に『ウルトラギャラクシーNEO』の最終話や『ウルトラマンギンガS』などでも使用されているが、EXゴモラのEX超振動波が映像作品で追加された後にゲームに登場したのに対し、こちらはゲームで追加されたものが映像作品に登場するという逆のパターンを取っている。
- 最初はカードのみだったが、『NEO』第1弾に差しかかった時期にEXゴモラと同様にソフビ化された。

### 『ウルトラゼロファイト』に登場するEXレッドキング
第1部「新たなる力」に登場。
地獄の四獣士となったレッドキングが強化変身したもので、グラシエによって「恨みのテクターギア」を装着されてテクターギアヘイトリッドとなったゼロを一方的に痛めつけ、一度は圧倒する。その後、居合わせたピグモンの殺害をグラシエに指示されるが、ストロングコロナゼロに変身して「恨みのテクターギア」を破壊したゼロにウルトラハリケーンとガルネイトバスターを続けざまに浴びせられ、爆散した。
- 劇中では単に「レッドキング」と呼ばれた。

### 『ウルトラマンギンガ 劇場スペシャル ウルトラ怪獣☆ヒーロー大乱戦!』に登場するEXレッドキング（SDI）
『ウルトラマンギンガ 劇場スペシャル ウルトラ怪獣☆ヒーロー大乱戦!』に登場。
友也が美鈴の抱いた「レッドキングはなぜ体表が赤いわけでもないのに名前に『レッド』とあるのか」という疑問を解消するため、ウルトライブして体表の赤い個体であるパワードレッドキング（雄）と合わせて紹介された。その後は特に何もせず、退場した。

### 『ウルトラマンギンガS』に登場するEXレッドキング（SD）
『ウルトラマンギンガS』第1話「切り拓く力」、第8話「朝焼けの死闘」に登場。
アンドロイド・ワンゼロが、シェパードンに対抗するべくチブルスパークでモンスライブした。第1話では太い腕を活かした格闘やフレイムロードでシェパードンを圧倒するも、新たに現れたウルトラマンビクトリーには劣勢となる。乱入してきたウルトラマンギンガにフレイムロードをギンガサンダーボルトで弾かれた末、続けざまに放たれたギンガクロスシュートで倒された。その後、スパークドールズはビクトリーに回収されている。
第8話では、ショウからスパークドールズを貸与されたヒカルがウルトライブしてファイブキング（SDU）に挑戦するも得意のパンチ攻撃が通じず、ゴルメルバキャノンを受けて敗北した。
- スーツアクター：横尾和則
- 『スパークドールズ劇場』のネット版では第4回からレッドキング（SD）が変化した姿として登場。鹿児島弁で話すのは変わらないが「ガーッハハハハ」と笑うなど、若干口調が荒っぽくなっている。本人曰くEX化は「意外と疲れる」とのことで変身しないこともあり、エレキング（SD）からは「EX化すると暑苦しくてたまらん」と言われている。
- 『大怪獣ラッシュ ウルトラフロンティア』では、テレビ放送にあわせて「ウルトラ大集結！前編」でプラズマ怪獣として登場。先に登場したマグマレッドキングよりも体色が薄い。

### 『ウルトラマンX』に登場するEXレッドキング
『ウルトラマンX』第18話「ワタルの恋」、最終話「虹の大地」に登場。
上記のダークサンダーエナジーの影響で実体化したレッドキングにまたもやダークサンダーエナジーが落ちたことにより凶暴化し、強化変身する形で登場。マモル曰く「さらにムキムキになった」と評されており、その怪力は一撃でエックスを弾き飛ばし、地面に大型化した両腕を叩きつければ地震が起こるほどに高められている。ムーの光線をたやすく左腕で防ぐが、ウルトラマンエクシードXのエクシードエクスラッシュで浄化されて通常のレッドキングに戻り、続けざまに放たれたザナディウム光線でスパークドールズに縮小された。
最終話ではダークサンダーエナジーの影響でグリーザに実体化させられた後、吸収された。

## どくろ合成獣 スフィアレッドキング
『ウルトラマンデッカー』第9話「誰がための勇姿」、第23話「絶望の空」に登場。
レッドキングにスフィアソルジャーが融合して誕生したスフィア合成獣。体表から突き出るように形成されたスフィアの融合部分が輝くとパワーが増大し、さらに融合部分から放つ波動による攻撃や防御に利用できるバリアを発生させる。
第9話では、訓練を兼ねたGUTS-SELECTとグレゴール人グレースの試合中に地中から出現し、グレースやウルトラマンデッカーを圧倒するが、グレースが捨て身で取り押さえている隙にGUTSグリフォンのハイパーソーンレーザーによって撃破される。
- スーツアクター：新井宏幸[137]
- 初代レッドキングのスーツ写真を基にコラージュしてデザインし、3パターンの色の中から「レッドキング」という名前から赤となった[135]。スフィアが体の内部から突き出しているようなデザインとなり、比較的原典の姿を見せつつ改造している[138]。
- スーツは『マックス』の初代レッドキングの改造[135][138]。

## ライブステージに登場するレッドキング
- 『ウルトラマンフェスティバル2003』では、ゴモラや多々良島で同時に出現した他の4匹の怪獣と共に登場。チャンドラーの毒爪で引き裂かれて退場し、マグラーやスフランの台頭も許す。ピグモンを除き、多々良島の怪獣で唯一ウルトラ戦士とは戦わない。
- 『2004年クリスマスウルトラマンネクサスショー』では、会場を襲うもネクサスに敗北する。
- 『お正月だよウルトラマン全員集合』のライブステージでは、かつてウルトラマンに敗れた個体がウルトラマンベリアルに甦らされて登場。ベムスターやメトロン星人と共にベリアル軍団の1体としてウルトラ戦士に倒された後、ベリアルや他の怪獣と共にベリュドラと化す。
- 『ウルトラマンフェスティバル2010』では、シミュレーションルームのホログラムでできたテスト用の怪獣として登場。ベムラー共々、キーパーフォームとなったウルトラマンゼロのブレードで切り裂かれる。
- 『ウルトラマンフェスティバル2019』第1部では、そうた少年が持っていたレッドキングの人形が不思議な光で実体化したそうたくんのレッドキングが登場[139]。

## 漫画作品に登場するレッドキング
- 『決戦★ウルトラ兄弟VS11大怪獣軍団』では、チブル星人の命令で東京に出現。助けに現れたゾフィー、初代ウルトラマン、ウルトラセブンと戦い、初代ウルトラマンを持ち上げるが、最後はセブンのアイスラッガーで倒される。
- 『ウルトラ兄弟物語』の「ウルトラ一族の大反乱編」では、新宇宙警備隊が雇った怪獣軍団の1体として姿が確認できる。
- 『戦え!宇宙けいび隊』では、ウルトラマンタロウに倒されたタイラントの足の破片から再生し、同じく各パーツから再生した他の怪獣たちと共にタロウを追い詰める。怪獣の中ではバラバやベムスターと共に最後まで残るが、タロウのウルトラスーパーダイナマイトで倒される。
- 『ウルトラマン超闘士激伝』では、闘士五獣士のリーダー格となり、ウルトラ戦士の味方として活躍する。
- 『ウルトラマンSTORY 0』では、第7話・第17話・第18話に登場。ウインダムとの戦いでは知能の低さが描かれるほか、第39話・第40話ではジェロニモンによって蘇った再生怪獣の1体として登場する。また、第7話の改造怪獣は左腕にレッドキングの腕を持つ。
- 『ウルトラ怪獣かっとび!ランド』では、かっとび小学校の「ガキ大将」として毎回登場。初代ウルトラマンやウルトラマングレートのライバル格で、バルタン星人を子分に従える。立派なひげを蓄えた厳しい父と、気が弱いがゴキブリを見ると見境つかずに暴走する母や、来ると聞いただけで自身が泣く恐ろしい従兄弟、ミニキングも登場する。
- 『酩酊!怪獣酒場』では、怪獣酒場の客として登場する。サラリーマンとして真面目に働いている。
- 『ウルトラマン』（一峰大二作）の「三大怪獣の巻」[140]では、サルガッソー海のホンダワラの群れから生じた浮島にチャンドラーやマグラーと共に潜んでおり、三浦半島付近を経由して東京湾にて島から姿を現す。科学特捜隊の迎撃を受けつけず上陸した後は同じく姿を現したチャンドラーやマグラーと共闘してウルトラマンを一度は太陽エネルギー切れによる敗退に追い込むが、再戦後は八つ裂き光輪で3匹まとめて倒される。
- 『ウルトラマン』（楳図かずお作）の「怪すい星ツイフォン」では、ギガスとドラコを倒そうとしたウルトラマンの背後から突然現れる[141]。

## 過去の映像を流用しての登場作品
いずれも映像はそれぞれの初登場作品の流用。
映画『長篇怪獣映画ウルトラマン』
初代登場エピソードの劇場公開。
映画『ウルトラマン怪獣大決戦』
初代・二代目の登場エピソードの劇場公開。
映画『実相寺昭雄監督作品ウルトラマン』
怪獣供養の回想シーンで初代が登場、直前に二代目の遺影が飾られている意味合いも兼ねている。
映画『ウルトラマンZOFFY ウルトラの戦士VS大怪獣軍団』
二代目が登場。ドラコ、ギガスとの一戦に古舘伊知郎の実況が加えられている（映像はギガスと正面衝突したところで終わる）。
『ウルトラマンタロウ』
第40話で回想シーンの35大怪獣・宇宙人の一体として初代が登場。鳴き声はゴルバゴスに変更されている。
映画『ウルトラマン物語』
三代目がウルトラマンタロウの訓練映像の中に登場。
『甦れ!ウルトラマン』
ゼットン星人が目覚めさせた怪獣軍団の一体としてウルトラマンがドドンゴを倒したころに多々良島に出現するが、ムラマツ、フジ、アラシの攻撃で倒される（映像は初代第8話「怪獣無法地帯」で風船爆弾を浴びる映像とウルトラマンに投げ飛ばされ絶命するシーンの流用）。
『ウルトラマンメビウス&ウルトラ兄弟』
ハヤタの回想シーンに二代目が登場。

## その他
- 『ウルトラセブン』の企画段階では、アントラー、ペギラ、パゴスと共にカプセル怪獣として登場する構想があり、企画書や準備稿で名前が挙がっている[142]。また、第3話の準備稿ではエレキングと戦う予定だったが、ミクラスに変更された[143]。同作の未発表作品「宇宙人15＋怪獣35」では15人の宇宙人たちによって蘇生され、富士山から東京に向かい、ピグモンの提案した怪獣ファイトをペギラ、ネロンガ、ジェロニモン、エレキングと共に最後まで残ってセブンを苦しめるが、セブンを助けに現れた黄金怪獣ゴードに倒される。『フィギュア王』に掲載された「ゴードの巻」でもバルタン星人たちによって蘇生された宇宙連合軍の怪獣軍団の1匹として登場し、セブンを苦しめる。
- 『帰ってきたウルトラマン』第12話では、MATの射撃訓練の的にレッドキングのものがある。それ以外にも第7話では、次郎が遊んでいた玩具などとして登場するほか、第10話にて名前が登場する。
- 『ウルトラマンタロウ』放送中の児童誌（『小学三年生』1973年12月号）によると、「怪獣軍団」（児童誌上の設定で存在した侵略宇宙人の集団）はタロウと戦う再生・改造怪獣の1体として候補に挙げたが、「頭があまり良くなく地球侵略に向かない」という理由で外したという。
- ゲーム『PDウルトラマンバトルコレクション64』では、フィールド上の雑魚敵およびプレイヤーキャラクターとして登場。原作同様、しっぽによる攻撃や岩石投げが可能である。
- テレビドラマ『ウルトラマンになりたかった男』では、劇中で製作されていた映画『オールウルトラマンVS怪獣軍団』にて怪獣軍団の1匹として登場し、ウルトラ戦士たちと戦う。
- 1984年に円谷プロのアイドル、花井その子のデビュー曲「コズミックラブ」のプロモーションのため、バルタン星人やピグモンと一緒に踊っていた[144]。着ぐるみはこのための新規造型物で、やや細身の胴体に小さな頭部が回転するという独特なギミックが入っていた。
- ホンダ・ステップワゴンのCMでは、ウルトラマンのスペシウム光線で敗れてステップワゴンに乗せられた後、ワゴン内でくつろぐ様子が見られる。
- 2016年のファミリーマートのファミマ冬フェスタのテレビCMでは、カネゴンとメトロン星人とミラーマンとキングジョーとバルタン星人と共にくじ引きにチャレンジしている[145]。
- プロバスケットボールbjリーグと円谷プロのコラボ企画として開催された、ウルトラ怪獣を各チームのマスコットキャラクターとしてチームに加える「ウルトラ怪獣ドラフト2010」では、ノミネート怪獣として候補に挙がった結果、浜松東三河フェニックスにドラフト指名された[146]。
- 1971年公開のコメディー映画『喜劇 花嫁戦争』（松竹、監督：斎藤耕一）[147]では、ヒロインの長谷秋子（演：和田アキ子）がパーティーの余興で着用する着ぐるみとして（原典から大きくかけ離れたデザインで）登場。映画のクレジットにも「怪獣 レッドキング（円谷プロ）」と表記されている[148]。
- マイポケットとウルトラマンのコラボ企画『地球のデータを救え! ウルトラマイポケット』第1話「驚愕！容量が足りない！編」（2013年12月3日公開）に登場[149]。とある女性の前に現れて岩石を投げつけるが、スマホでの撮影や容量の不足に夢中の彼女のもとへ駆けつけたウルトラマンにスペシウム光線で倒される[150]。
- 「ウルトラ怪獣擬人化計画feat.POP」として擬人化される。
  - 漫画『ウルトラ怪獣擬人化計画feat.POP Comic code』に登場[151]。
- 「ウルトラ怪獣擬人化計画」として『電撃G's magazine』2014年2月号（第3回）に蛇腹模様の服に、筋肉質の体をしたレッドキングちゃん（イラスト：なまにくATK）が掲載。新たに赤外線による索敵能力を得た。
  - 漫画『ウルトラ怪獣擬人化計画 ギャラクシー☆デイズ』に登場。
  - 小説・アニメ『怪獣娘（かいじゅうがーるず） 〜ウルトラ怪獣擬人化計画〜』に登場。アニメでの声は五十嵐裕美が担当。
- 2014年8月13日に放映されたBSプレミアム『ゴジラ生誕60年 日本の特撮 驚異の技』にてウルトラマンギンガと戦い、撮影現場へ取材に訪れたセイン・カミュとのタッグにWスペシウム光線を受けて倒された。
- テレビアニメ『SSSS.GRIDMAN』第2話では、新条アカネの部屋の棚にパワードレッドキング（雄）のフィギュアが飾られている[152][153]。また、第9話ではアカネと内海の会話の中で三代目レッドキング・パワードレッドキング・EXレッドキングについて言及している[154]。
- 『ウルトラマンアーク』では、第1話の3か月前以降に作中世界の日本に出現してウルトラマンアークに撃退されていたことが、テレビのニュース映像で描かれている。作中では明言されていないが、オープニングクレジットによれば二代目であり、スーツアクターは高橋舜が担当している。

### バラエティ番組でのレッドキング
- 『5夜連続シリーズ スーパーTV』の「人気怪獣大パレード」（1984年3月26日 - 3月30日放送）では、番組の合間のアニメ寸劇に登場。声優は滝口順平[144]。
- 1990年の紅白歌合戦ではチェッカーズが歌う「ウルトラマンの歌」をバックに、バルタン星人、エレキングと共にウルトラマン、ウルトラセブンと戦った。
- 2008年9月15日放送の『関口宏の東京フレンドパークII』では、ゲストが同時期公開の『大決戦!超ウルトラ8兄弟』に出演の長野博、五十嵐隼士、吉本多香美だったこともあり、ホンジャマカの石塚英彦が最終種目ハイパーホッケーでレッドキングの着ぐるみを着て登場し、メビウスとティガに倒された。
- 2009年12月5日放送の『めちゃ×2イケてるッ!』では、『大怪獣バトル ウルトラ銀河伝説 THE MOVIE』の出演オーディションに参加。加藤浩次は「水爆を飲み込んでいる」と二代目に基づくコメントをした。プレッシャー星人の言動などにすぐ逆上したり、理不尽に暴力を振るうなど、原作さながらの一面を見せている。

## 関連怪獣
- 『帰ってきたウルトラマン』に登場したブラックキングは児童誌の設定では兄だが、書籍によっては[要文献特定詳細情報]ナックル星人がレッドキングを改造または改良した個体だとする場合もあり、蛇腹があるのはその名残である。この説は『週刊 ウルトラマンオフィシャルデータファイル』のブラックキングの項にも記載されている[要ページ番号]。
- 『ウルトラマンタロウ』に登場したタイラントの足のパーツはレッドキングとされている（デザイン画の段階では同じだったが、トウモロコシのような形状で爪が生えている）。ただし、ナレーションでは解説されておらず、書籍での設定である。これを紹介する際、レッドキングが「怪獣の王様」と紹介された雑誌もあった[要文献特定詳細情報]。
- 『ウルトラQ』と『ウルトラマン』の間の出来事を描いたゲーム『ウルトラ作戦 科特隊出動せよ!』第1話「科特隊日本支部誕生」に登場する核露怪獣ゴルドキングは、レッドキングの祖先という設定である[155]。

### デザインモチーフ
- 『ミラーマン』に登場するゴルゴザウルスとマヤザウルスは、怪獣デザインの方向性が従来の怪獣路線に変更されたことからレッドキングをモデルに描かれた[156]。
- 監督の田口清隆は「ウルトラ世界の巨大生物にはレッドキングのひだが似合う」という持論により、『ネオ・ウルトラQ』のセーデガンの背中、『ウルトラマンX』のデマーガの手足、『劇場版 ウルトラマンX きたぞ!われらのウルトラマン』のザイゴーグの腕に、その意匠を取り入れている[出典 35]。